# Lista de presidentes de Timor-Leste
Esta é uma lista de presidentes da República Democrática de Timor-Leste, ordenados cronologicamente desde a Guerra de Independência em 30 de setembro de 1974 até ao presente. O presidente é o Chefe de Estado de Timor-Leste, eleito por sufrágio direto e universal para um mandato de cinco anos, e reelegível para um segundo mandato consecutivo. O Presidente da República é o garante da Constituição, da unidade do Estado e do regular funcionamento das instituições democráticas, cabendo-lhe promulgar os diplomas legislativos aprovados pelo Governo ou pelo Parlamento Nacional e podendo exercer o direito de veto sobre os mesmos, além de ser o Comandante Supremo das Forças Armadas.
Em 28 de novembro de 1975, Timor-Leste tornou-se independente de Portugal. Francisco Xavier do Amaral foi o primeiro presidente do novo país, porém governou apenas até 7 de dezembro de 1975, quando a Indonésia invadiu o seu território.
Timor-Leste permaneceu sob ocupação indonésia até 1999 quando num plebiscito supervisionado pela ONU a independência foi vitoriosa com 78,5% dos votos. Devido aos conflitos provocados por milícias contrárias à independência, o território permaneceu sob ocupação da ONU até 20 de maio de 2002 quando novamente obteve independência. Xanana Gusmão foi o primeiro presidente eleito, e tomou posse no mesmo dia.
Em 11 de fevereiro de 2008 José Ramos-Horta, sucessor de Xanana Gusmão, foi alvejado no estômago, durante um ataque armado à sua casa. O ataque foi perpetrado pelo grupo dissidente das forças armadas liderado pelo major Alfredo Reinado, que foi morto no ataque.
Vicente Guterres tornou-se presidente interino de Timor-Leste, após o presidente José Ramos-Horta ser ferido num ataque ocorrido na sua casa. Como presidente interino, decretou a 12 de fevereiro um estado de emergência de dois dias. Após regressar de Portugal, o presidente do Parlamento Nacional de Timor-Leste, Fernando de Araújo, assumiu a presidência interina de Timor-Leste a 13 de fevereiro.

## Lista de presidentes
| N°                                                                                 | Presidente                                                                         | Retrato                                                                            | Mandato                                                                            | Partido                                                                            | Eleição                                                                            |
| República Democrática de Timor-Leste durante a Guerra de Independência (1974-1978) | República Democrática de Timor-Leste durante a Guerra de Independência (1974-1978) | República Democrática de Timor-Leste durante a Guerra de Independência (1974-1978) | República Democrática de Timor-Leste durante a Guerra de Independência (1974-1978) | República Democrática de Timor-Leste durante a Guerra de Independência (1974-1978) | República Democrática de Timor-Leste durante a Guerra de Independência (1974-1978) |
| ---------------------------------------------------------------------------------- | ---------------------------------------------------------------------------------- | ---------------------------------------------------------------------------------- | ---------------------------------------------------------------------------------- | ---------------------------------------------------------------------------------- | ---------------------------------------------------------------------------------- |
| 1                                                                                  | Francisco Xavier do Amaral                                                         |                                                                                    | 30 de setembro de 1974 — 20 de maio de 1977                                        | FRETILIN                                                                           | -                                                                                  |
| 2                                                                                  | Nicolau dos Reis Lobato                                                            |                                                                                    | 20 de maio de 1977 — 31 de dezembro de 1978                                        | FRETILIN                                                                           | -                                                                                  |
| República Democrática de Timor-Leste (2002-atualidade)                             |                                                                                    |                                                                                    |                                                                                    |                                                                                    |                                                                                    |
| 3                                                                                  | Xanana Gusmão                                                                      |                                                                                    | 20 de maio de 2002 — 20 de maio de 2007                                            | Independente                                                                       | 2002                                                                               |
| 4                                                                                  | José Ramos-Horta                                                                   |                                                                                    | 20 de maio de 2007 — 20 de maio de 2012                                            | Independente                                                                       | 2007                                                                               |
| 5                                                                                  | Taur Matan Ruak                                                                    |                                                                                    | 20 de maio de 2012 — 20 de maio de 2017                                            | Independente                                                                       | 2012                                                                               |
| 6                                                                                  | Francisco Guterres                                                                 |                                                                                    | 20 de maio de 2017 — 20 de maio de 2022                                            | FRETILIN                                                                           | 2017                                                                               |
| 7                                                                                  | José Ramos-Horta                                                                   |                                                                                    | 20 de maio de 2022 — atualidade                                                    | CNRT                                                                               | 2022                                                                               |

| Presidente                                                             | Mandato                                                                | Partido                                                                |
| Presidente interino durante a incapacidade de José Ramos-Horta em 2008 | Presidente interino durante a incapacidade de José Ramos-Horta em 2008 | Presidente interino durante a incapacidade de José Ramos-Horta em 2008 |
| ---------------------------------------------------------------------- | ---------------------------------------------------------------------- | ---------------------------------------------------------------------- |
| Vicente Guterres                                                       | 11 de fevereiro de 2008 — 13 de fevereiro de 2008                      | PD                                                                     |
| Fernando de Araújo                                                     | 13 de fevereiro de 2008 — 17 de abril de 2008                          | CNRT                                                                   |